# Clovis (Nou Mèxic)
Clovis és una població dels Estats Units i seu del comtat de Curry a l'estat de Nou Mèxic. Segons el cens del 2000 tenia 33.667 habitants.

## Demografia
Segons el cens del 2000, Clovis tenia 32.667 habitants, 12.458 habitatges, i 8.596 famílies. La densitat de població era de 563,3 habitants per km².
Dels 12.458 habitatges en un 36,3% hi vivien nens de menys de 18 anys, en un 49,8% hi vivien parelles casades, en un 14,9% dones solteres, i en un 31% no eren unitats familiars. En el 26,8% dels habitatges hi vivien persones soles el 10,3% de les quals corresponia a persones de 65 anys o més que vivien soles. El nombre mitjà de persones vivint en cada habitatge era de 2,57 i el nombre mitjà de persones que vivien en cada família era de 3,12.
Per edats la població es repartia de la següent manera: un 30% tenia menys de 18 anys, un 9,4% entre 18 i 24, un 28,1% entre 25 i 44, un 19,5% de 45 a 60 i un 13% 65 anys o més.
L'edat mediana era de 33 anys. Per cada 100 dones de 18 o més anys hi havia 88,1 homes.
La renda mediana per habitatge era de 28.878$ i la renda mediana per família de 33.622$. Els homes tenien una renda mediana de 26.586$ mentre que les dones 20.375$. La renda per capita de la població era de 15.561$. Aproximadament el 17,2% de les famílies i el 21% de la població estaven per davall del llindar de pobresa.

## Poblacions més properes
El següent diagrama mostra les poblacions més properes.